# Сандберг, Симон
Симон Кристер Сандберг (швед. Simon Christer Sandberg; 25 марта 1994, Партилле, Швеция) — шведский футболист, защитник клуба «Хаммарбю».

## Клубная карьера
Сандберг — воспитанник клуба «Хеккен». 25 марта 2013 года в матче против «Сюрианска» в Аллсвенскан лиге. 15 апреля 2016 года в поединке против «Эстерсунда» Симон забил свой первый гол за «Хеккен». В том же году Сандберг помог клубу выиграть Кубок Швеции.
Летом 2016 года Симон перешёл в болгарский «Левски». 7 августа в матче против пловдивского «Локомотива» он дебютировал в чемпионате Болгарии.
В начале 2018 года Сандберг вернулся на родину, подписав контракт с «Хаммарбю». В матче против «Сириуса» он дебютировал за новый клуб.

## Достижения
«Хеккен»
- Обладатель Кубка Швеции — 2015/2016